# Hansca, Ialoveni
Hansca este un sat din raionul Ialoveni, Republica Moldova.
Hramul satului este pe 3 iunie de ziua sfinților „Constantin și Elena”.

## Istoric
Primele așezări pe acest teritoriu au fost întărite încă de triburile geto-dace din sec. II – I î.e.n. În urma săpăturilor arheologice din perioada sovietică au fost descoperite urme de așezări medievale timpurii, obiecte ce datează cu sec. VIII – XIII.
Denumirea satului provine de la moșia boierului Cantacaz, care se numea „Hanul Vechi”, adică de la Han.
O importanță deosebită pentru sat o are biserica „Sf. Împărați Constantin și Elena”, care face parte din patrimoniul cultural de nivel național. Biserica are circa 300 de ani. La început a fost construită din lemn, apoi a fost arsa din motive necunoscute și pe temelia vechii biserici a fost ridicată alta din piatră.

## Date demografice
În anul 1997, populația satului Hansca a fost estimată la 1050 de cetățeni.
Conform datelor recensământului din anul 2004, populația satului constituie 1080 de oameni, 49.91% fiind bărbați iar 50.09% femei.
Structura etnică a populației în cadrul satului arată astfel:
| Naționalitate | Locuitori | Procente |
| ------------- | --------- | -------- |
| Moldoveni     | 1.073     | 99.35    |
| Români        | 5         | 0.46     |
| Ruși          | 1         | 0.09     |
| Alții         | 1         | 0.09     |
| Total         | 1.080     | 100%     |

## Administrație și politică
Componența Consiliului local Hansca (9 consilieri), ales la 5 noiembrie 2023, este următoarea:
|  | Partid                                       | Consilieri | Componență | Componență | Componență | Componență | Componență | Componență | Componență |
|  | -------------------------------------------- | ---------- | ---------- | ---------- | ---------- | ---------- | ---------- | ---------- | ---------- |
|  | Partidul Social Democrat European            | 7          |            |            |            |            |            |            |            |
|  | Liga Orașelor și Comunelor                   | 1          |            |            |            |            |            |            |            |
|  | Partidul Socialiștilor din Republica Moldova | 1          |            |            |            |            |            |            |            |

## Galerie de imagini

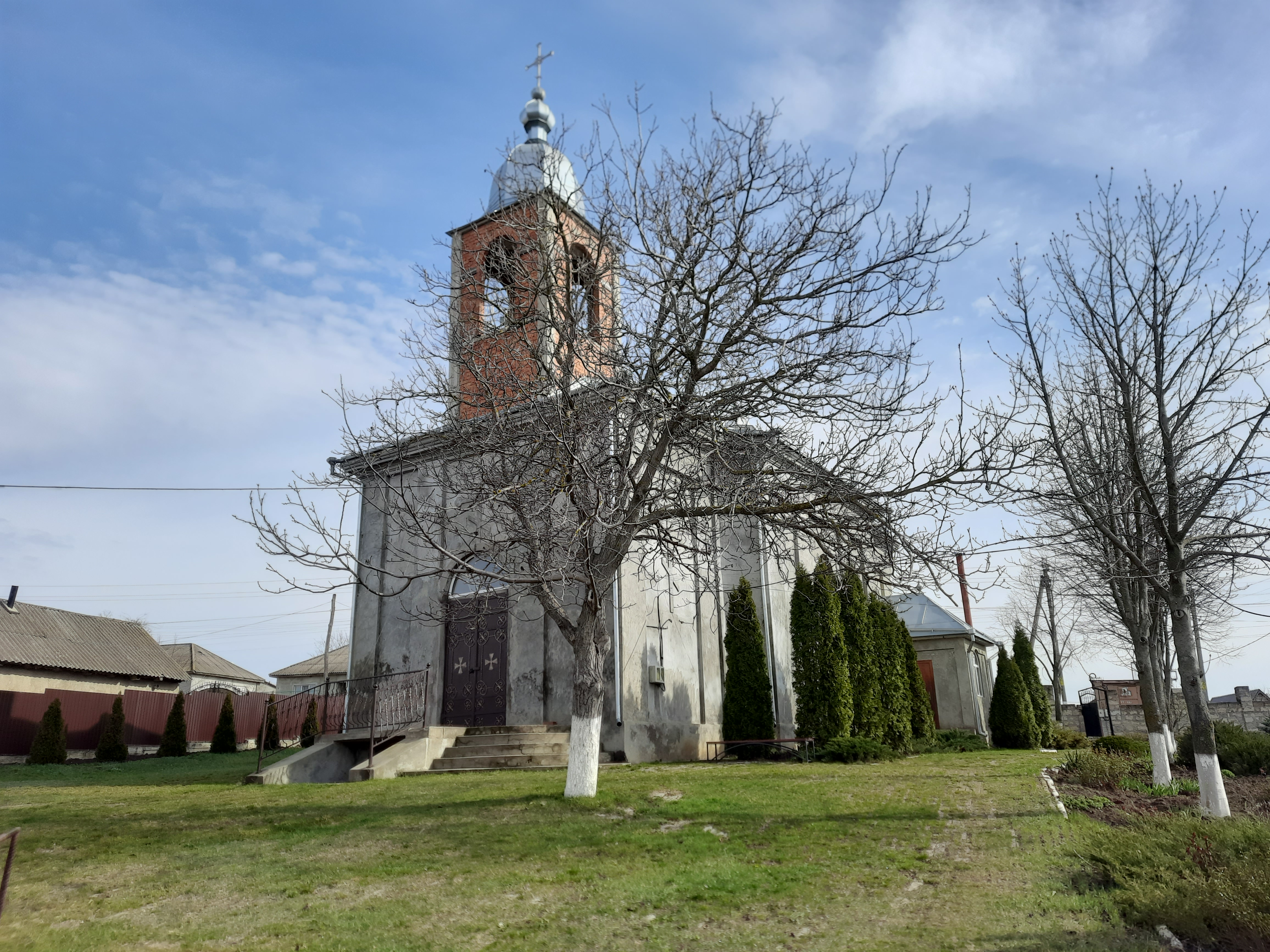
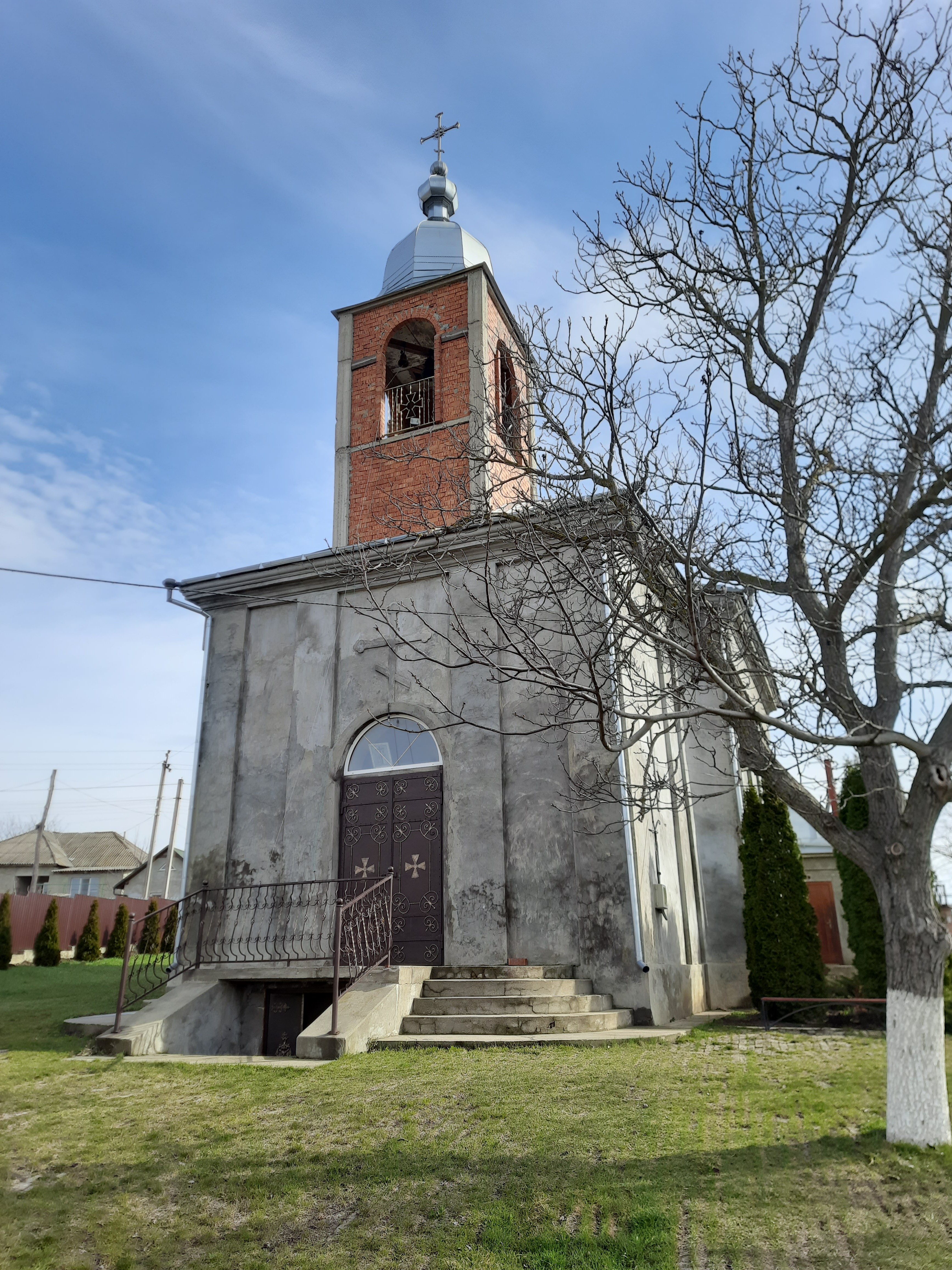
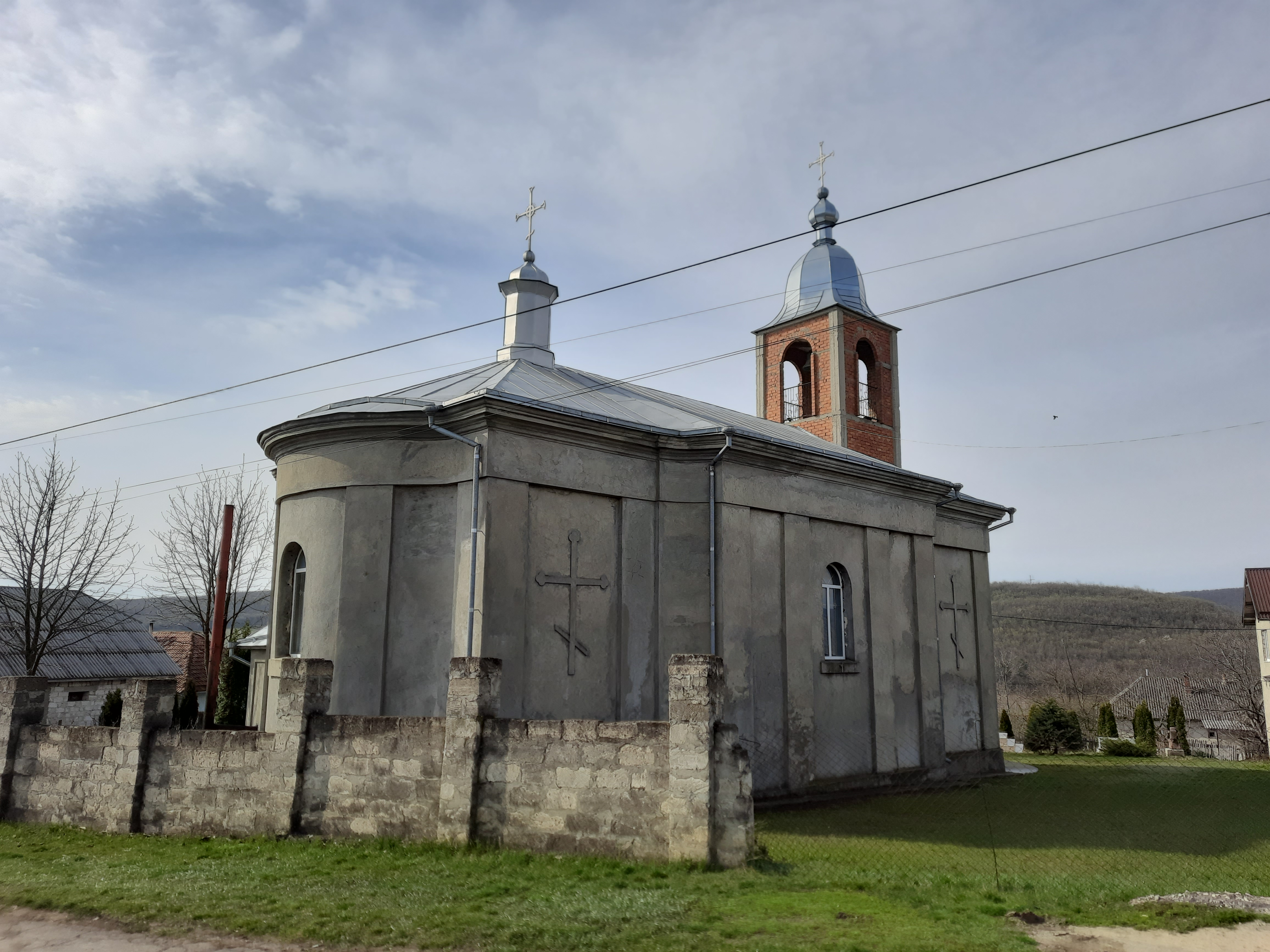
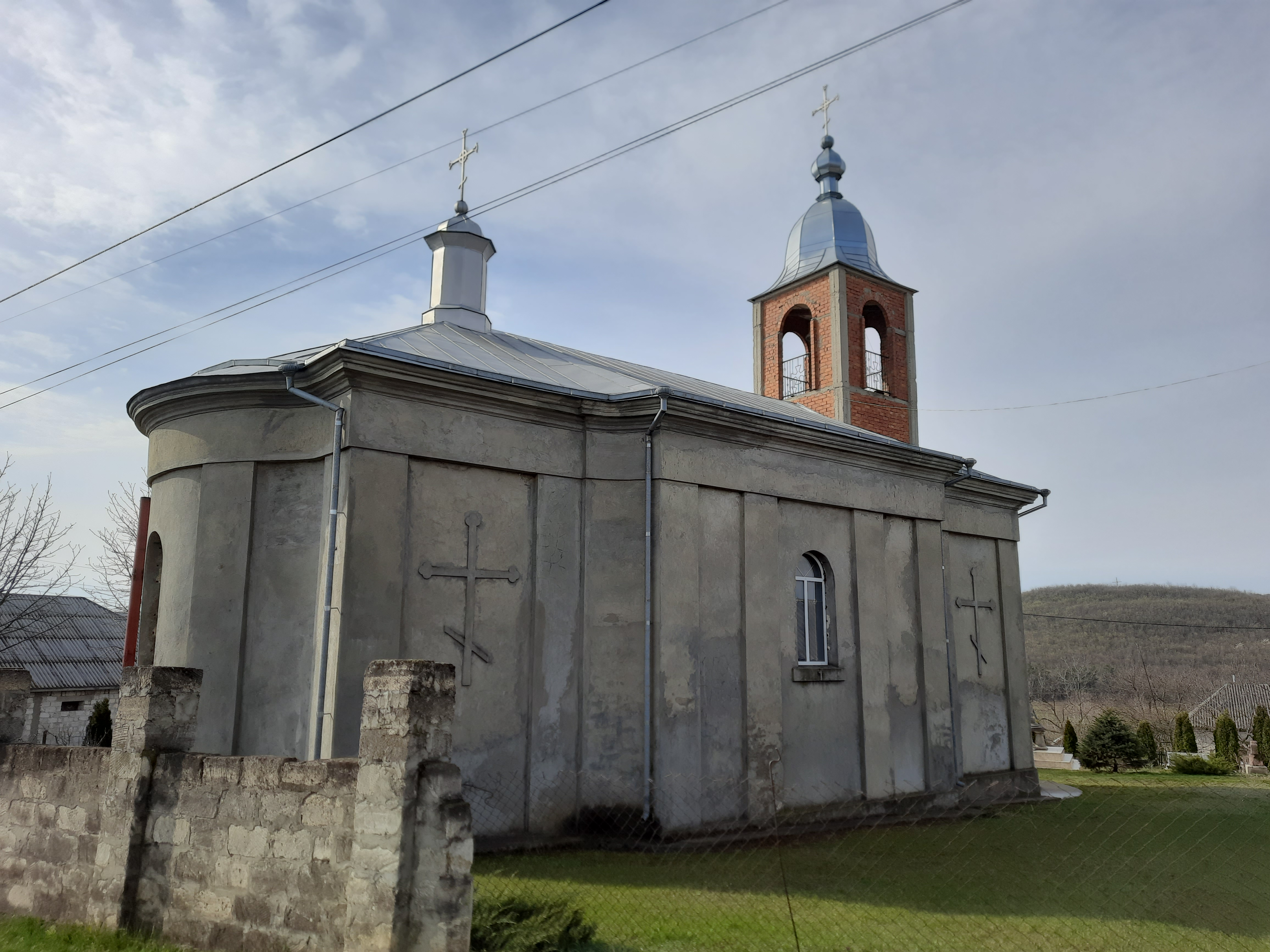
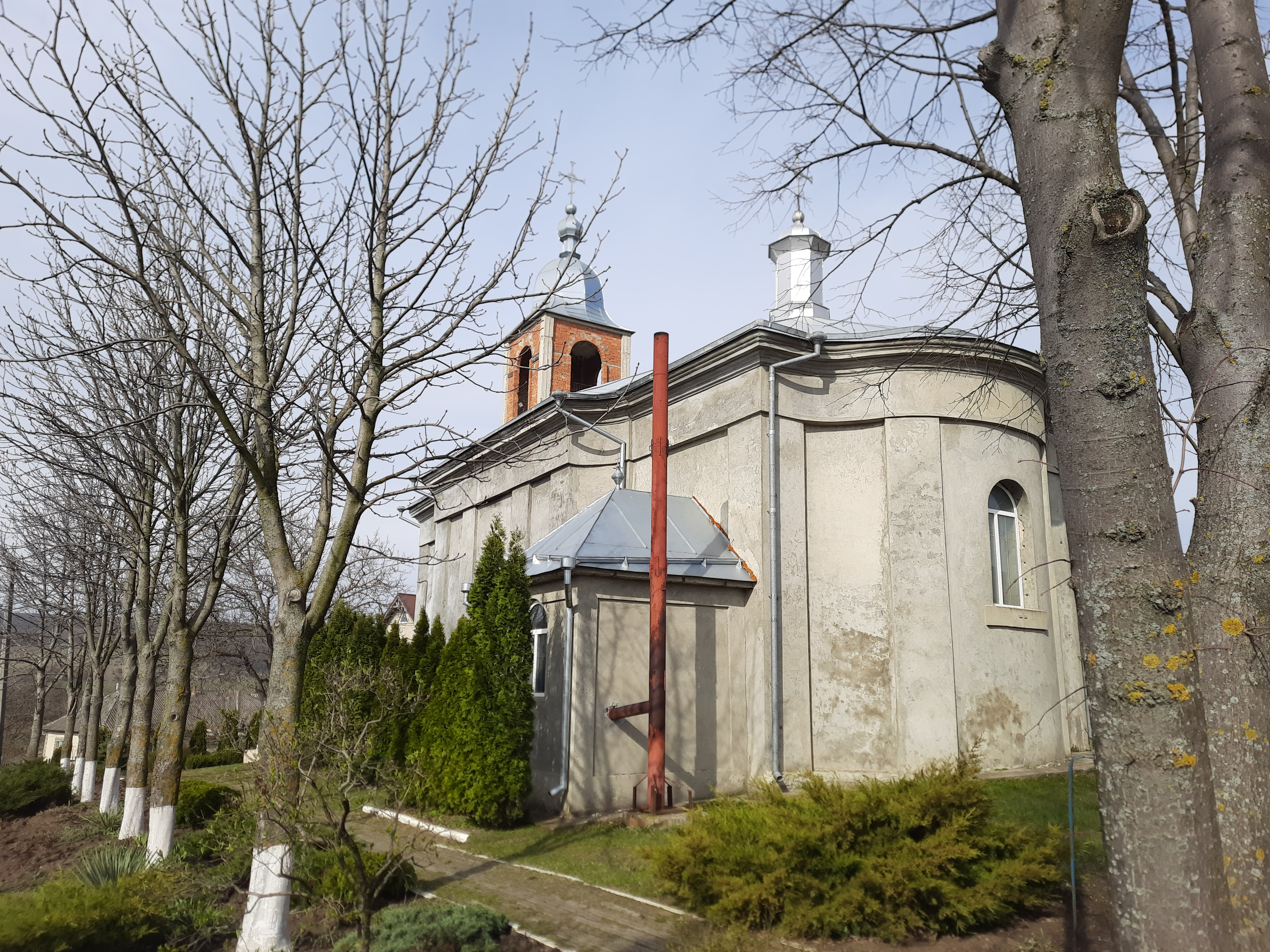

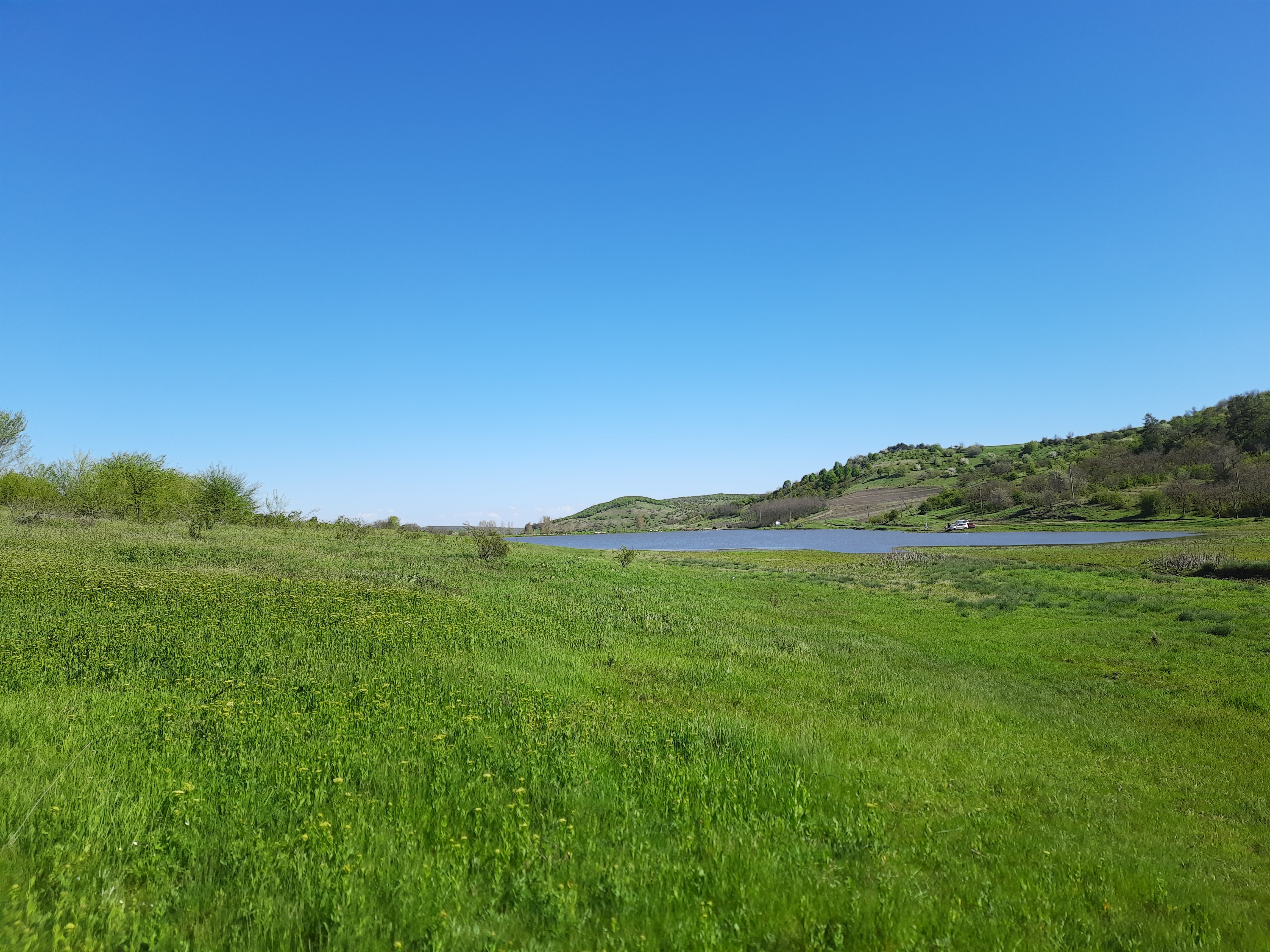
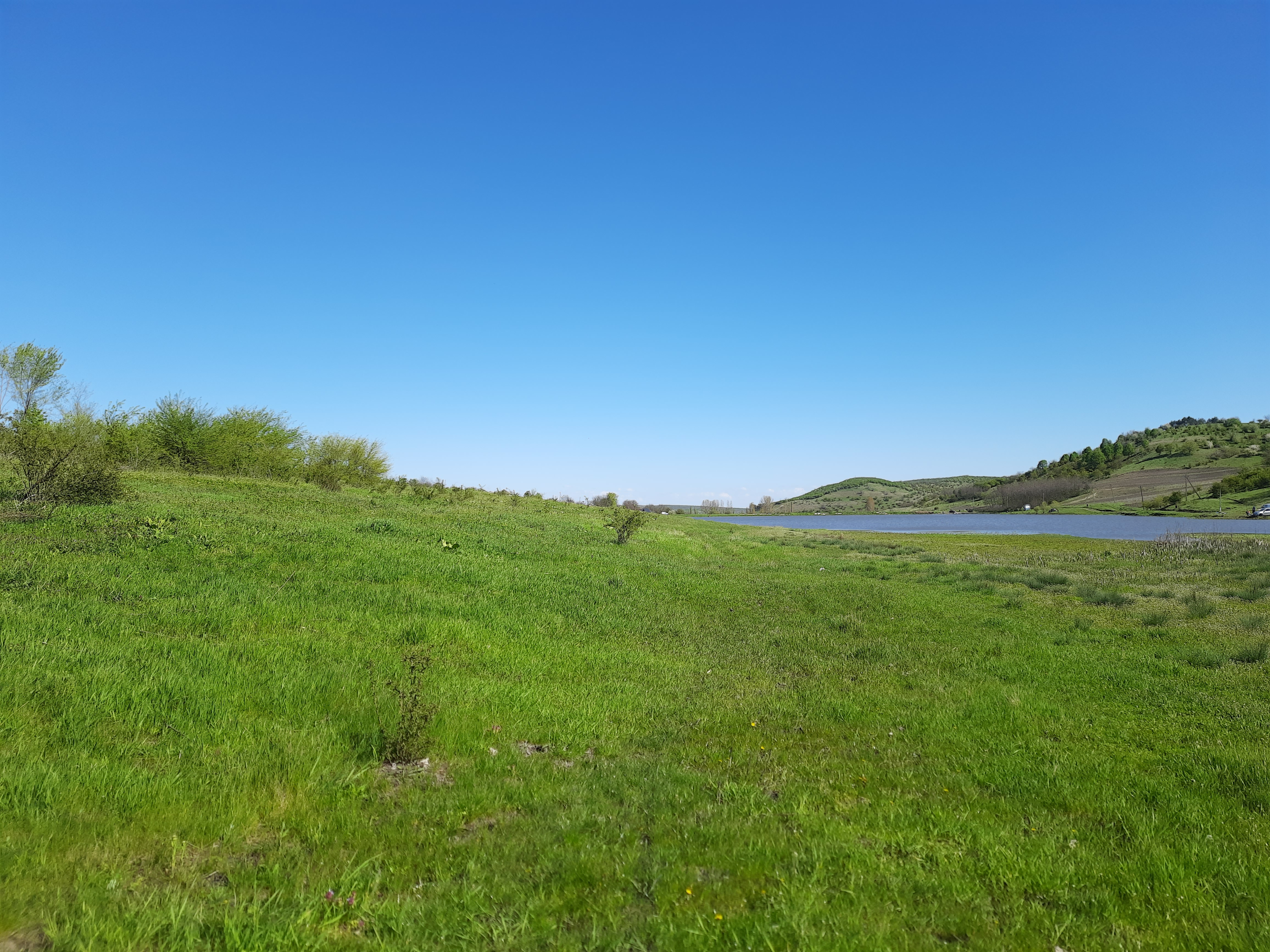
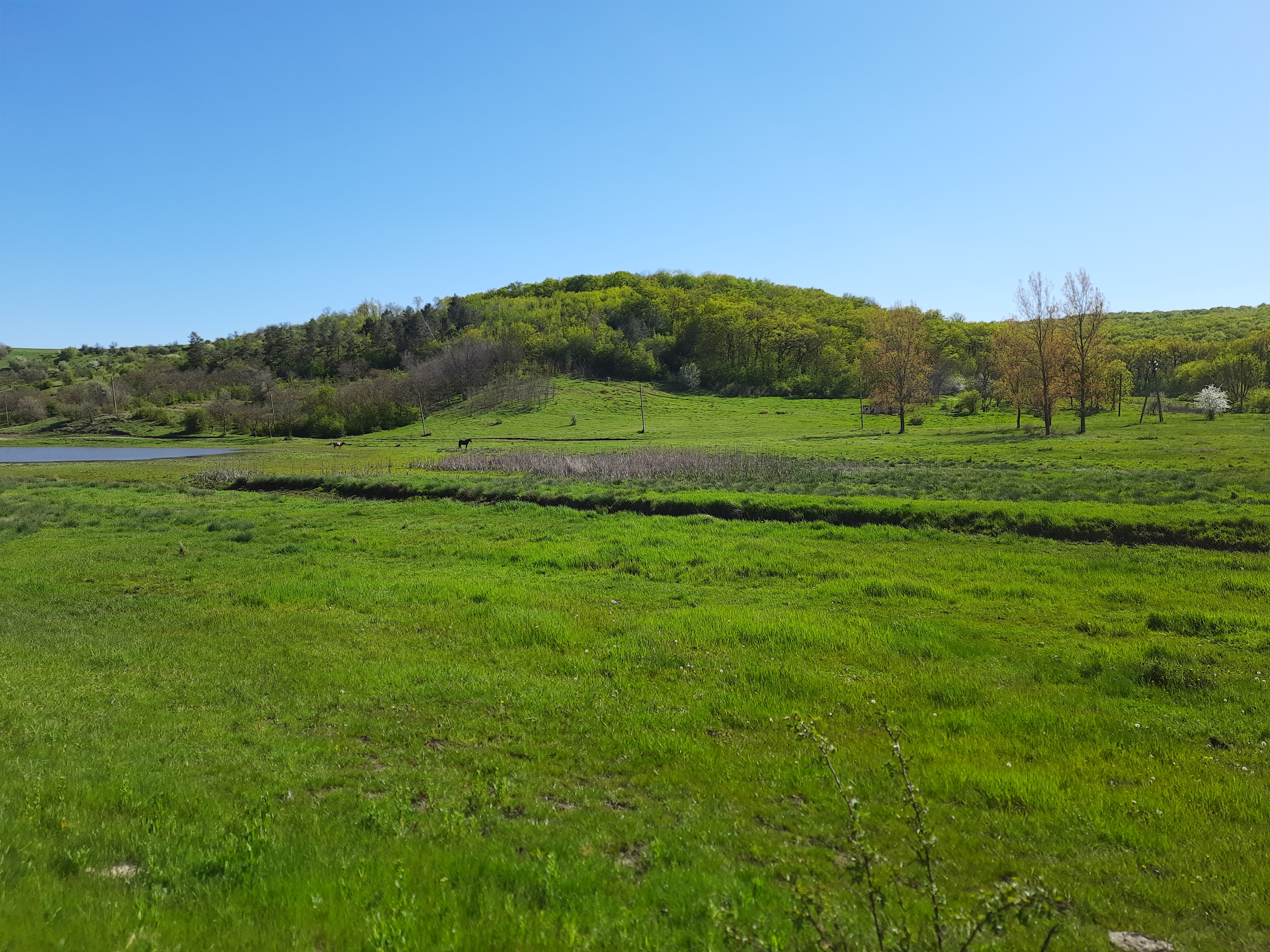
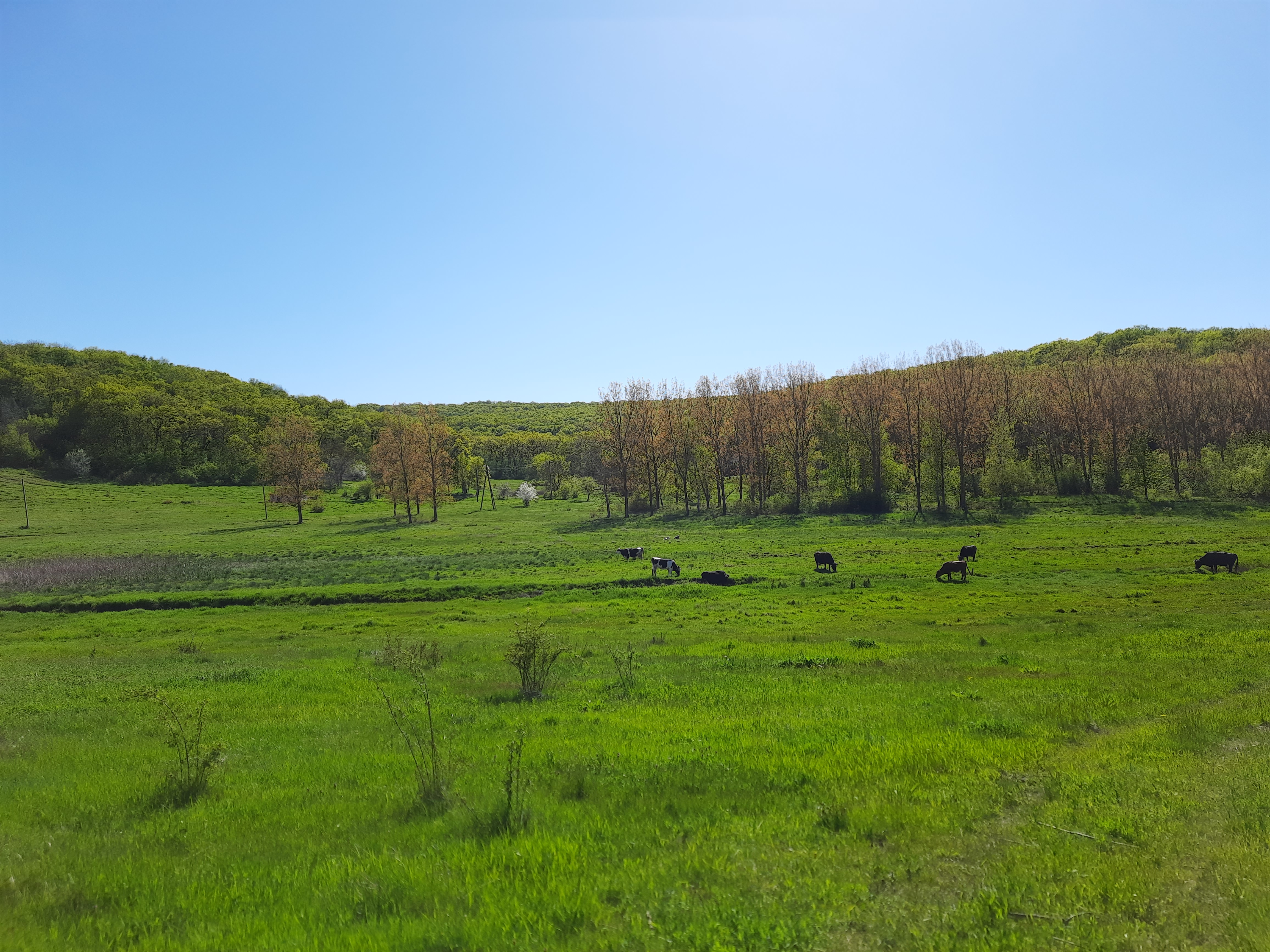
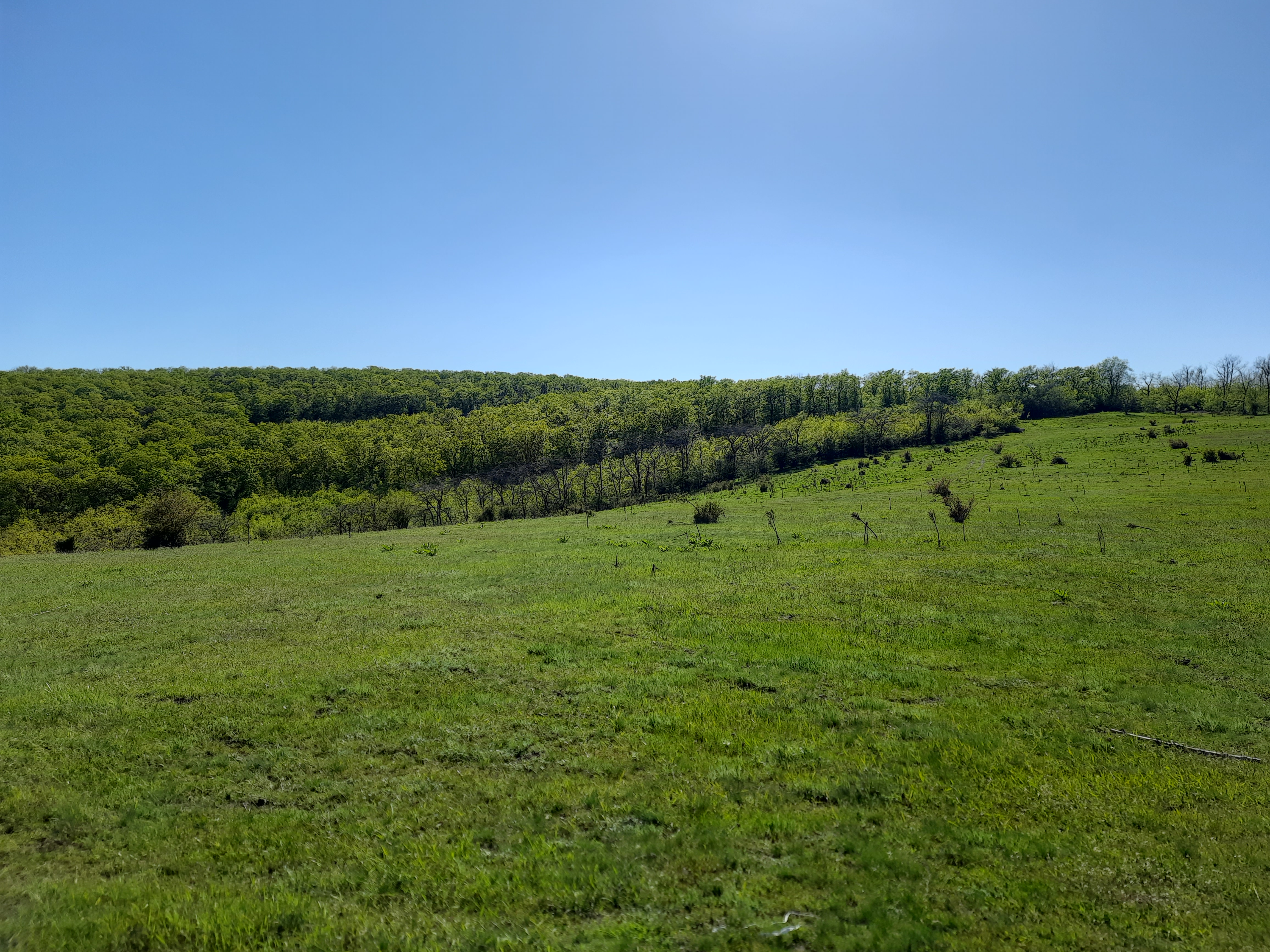
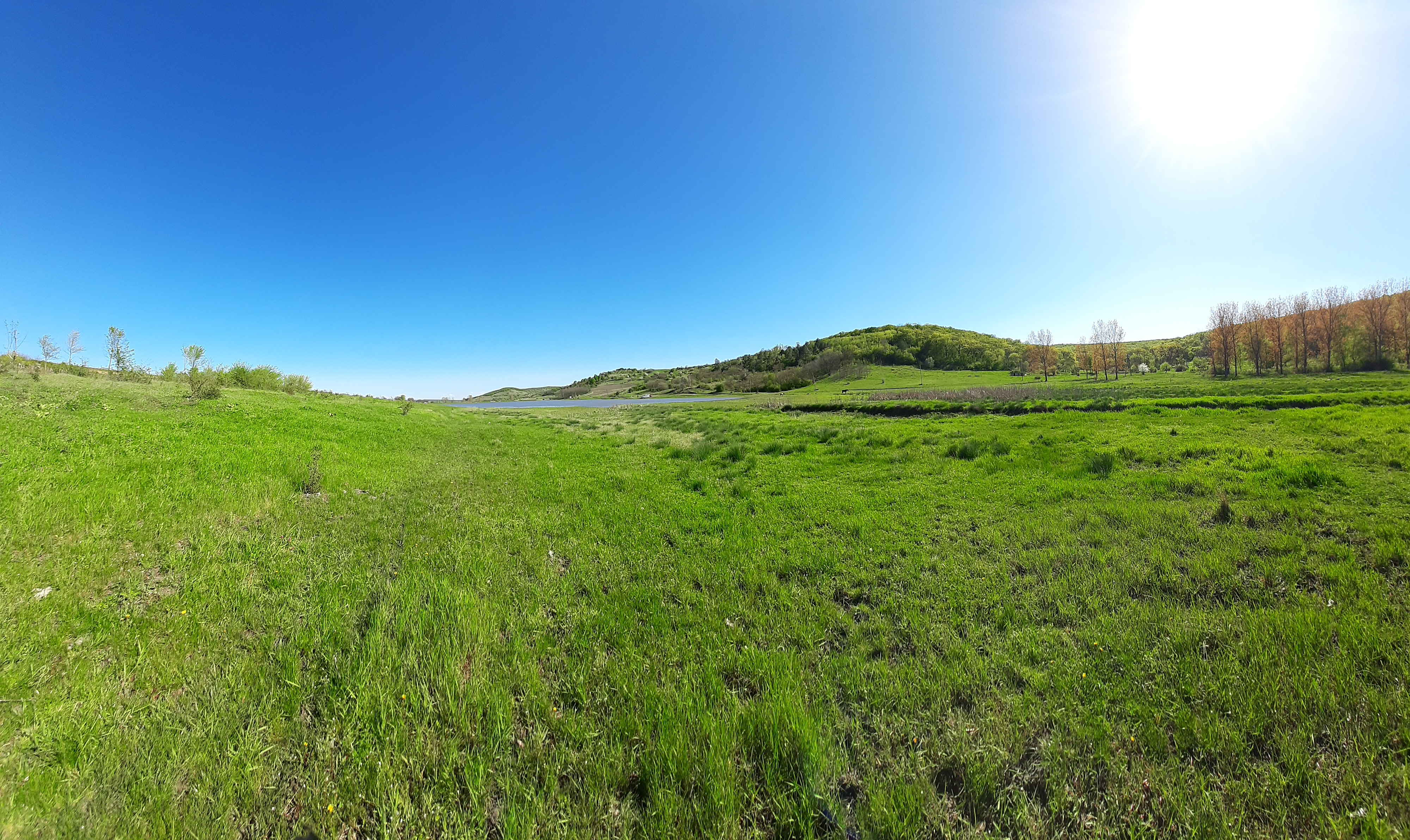

Biserica „Sf. Împărați Constantin și Elena” din localitate.
Peisaj adiacent

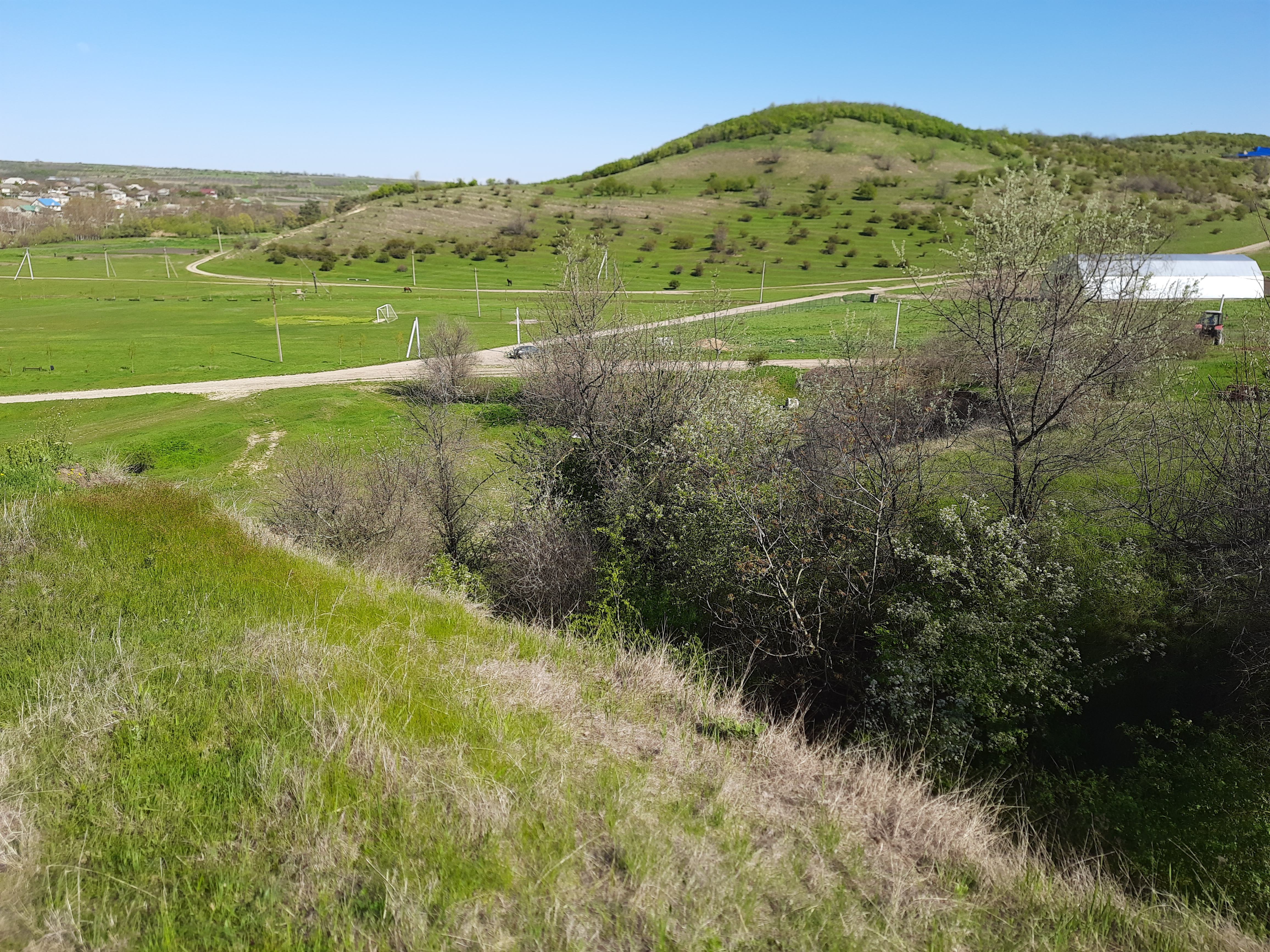
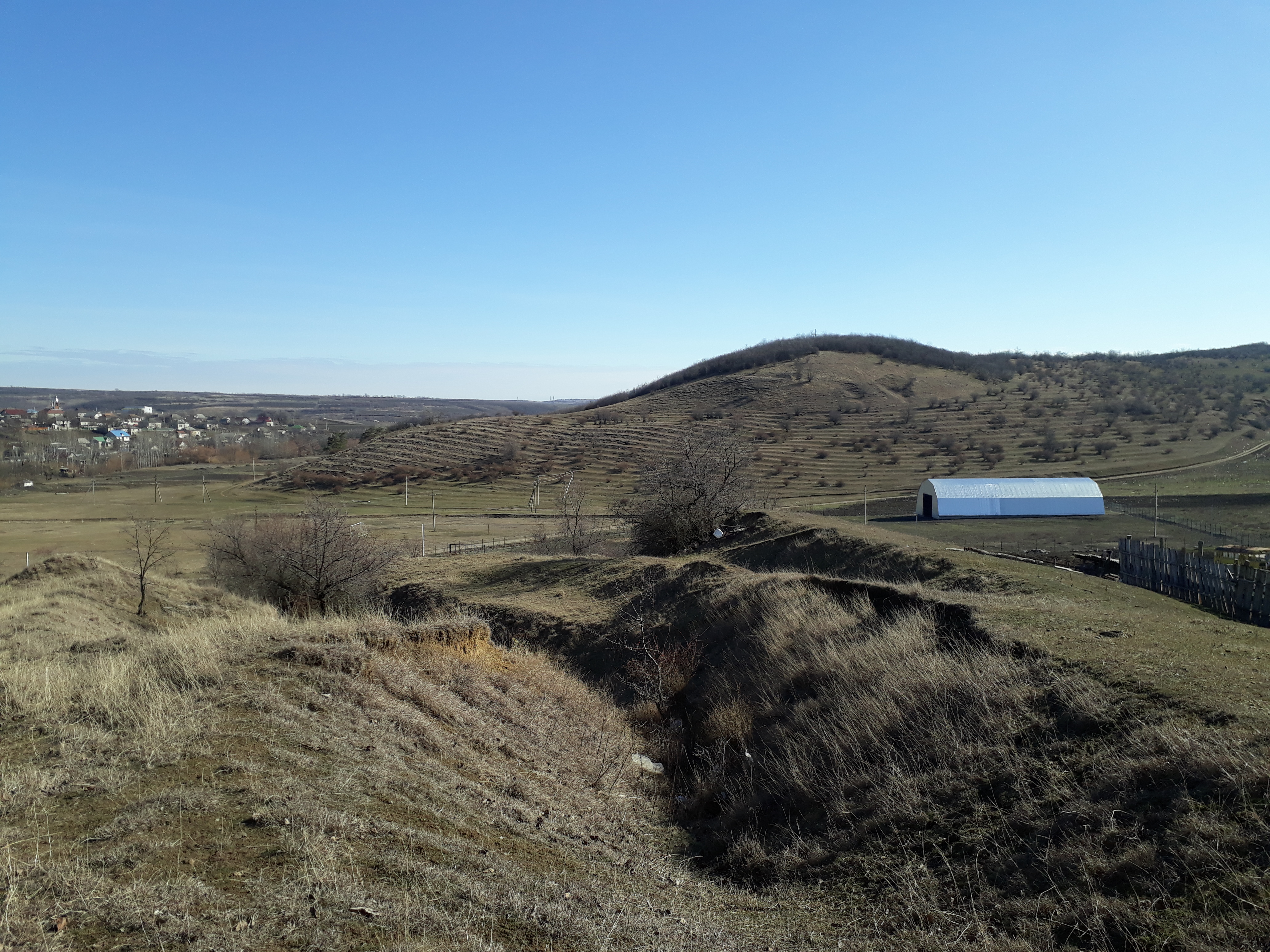
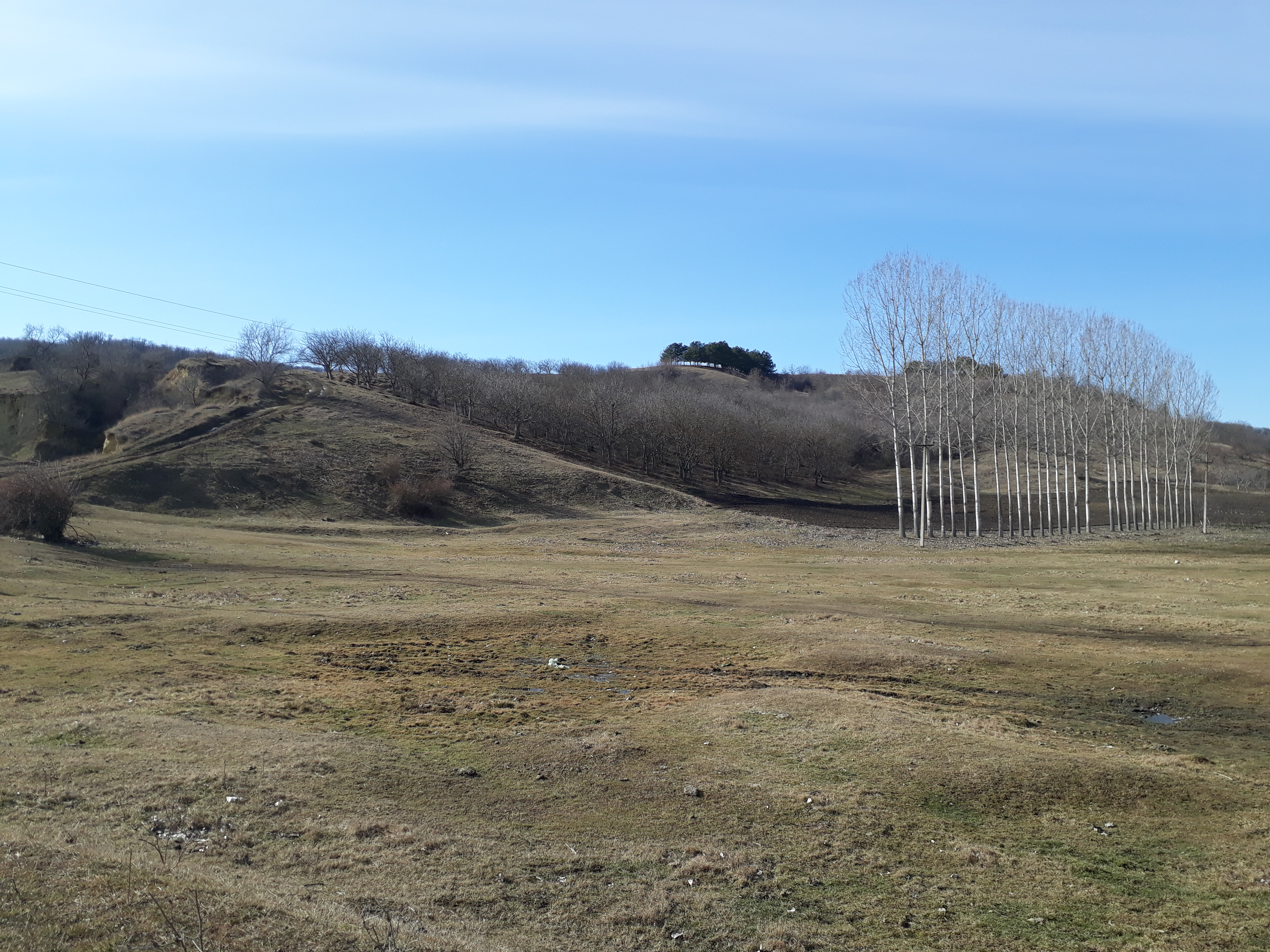
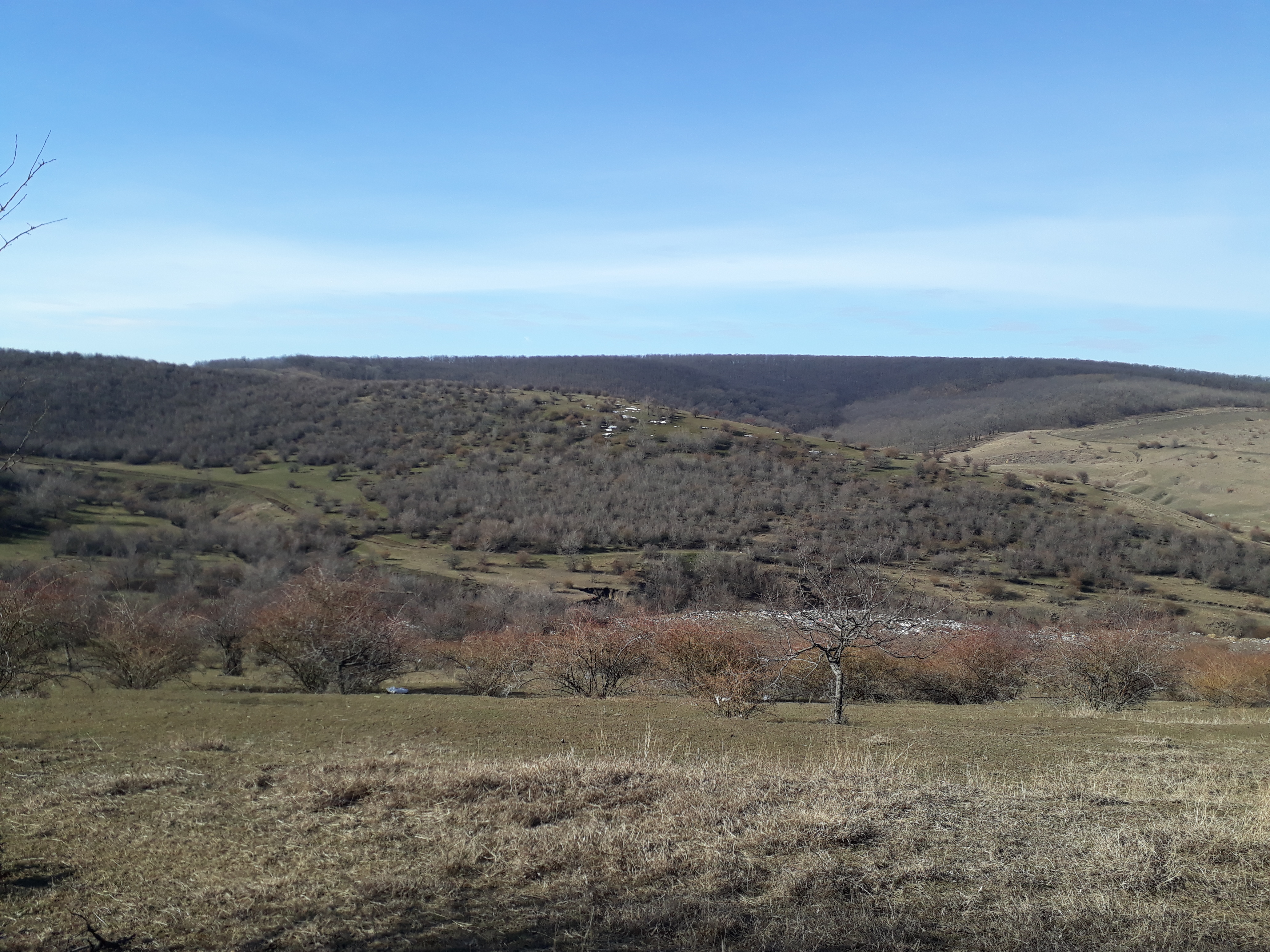
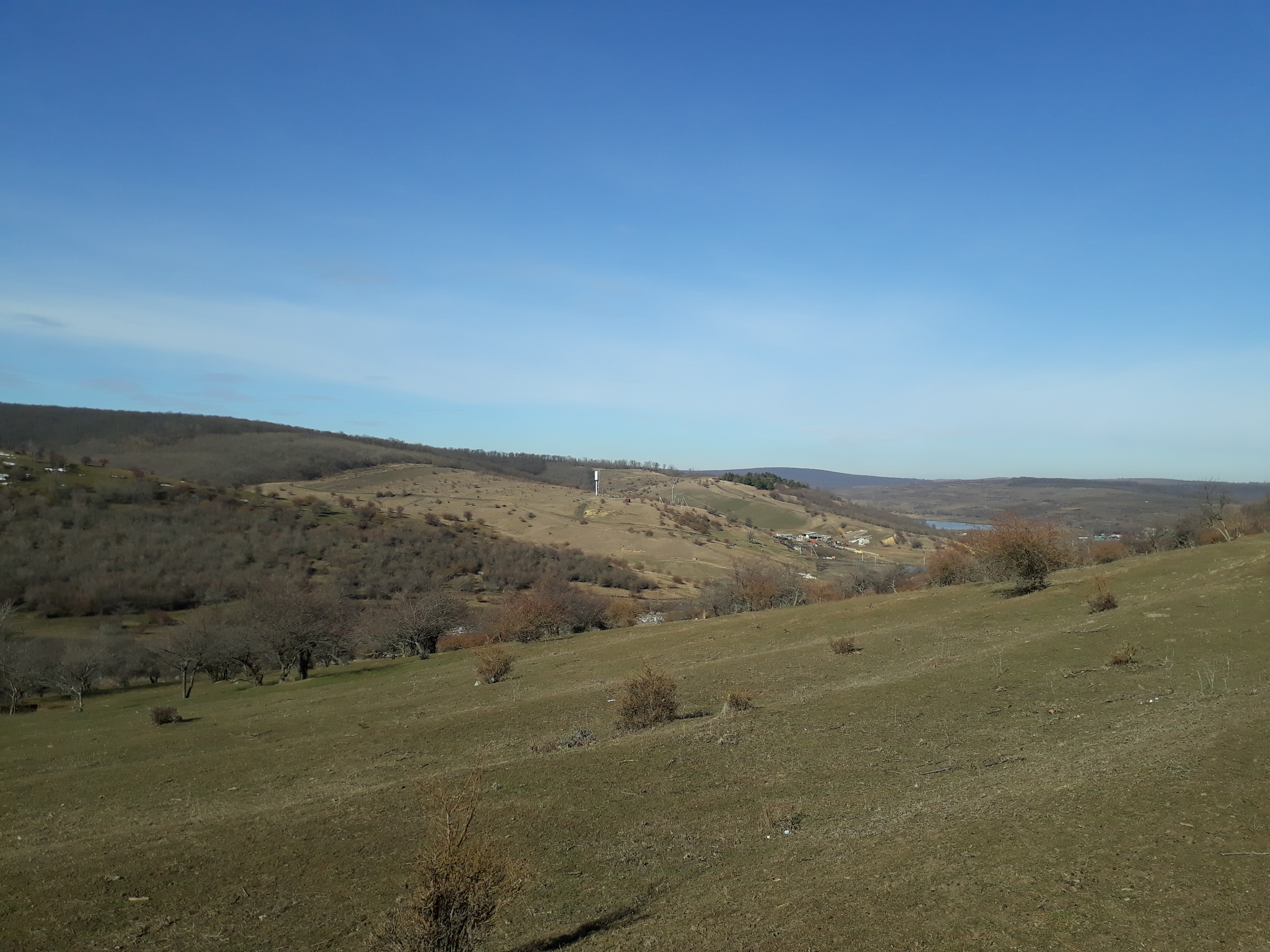
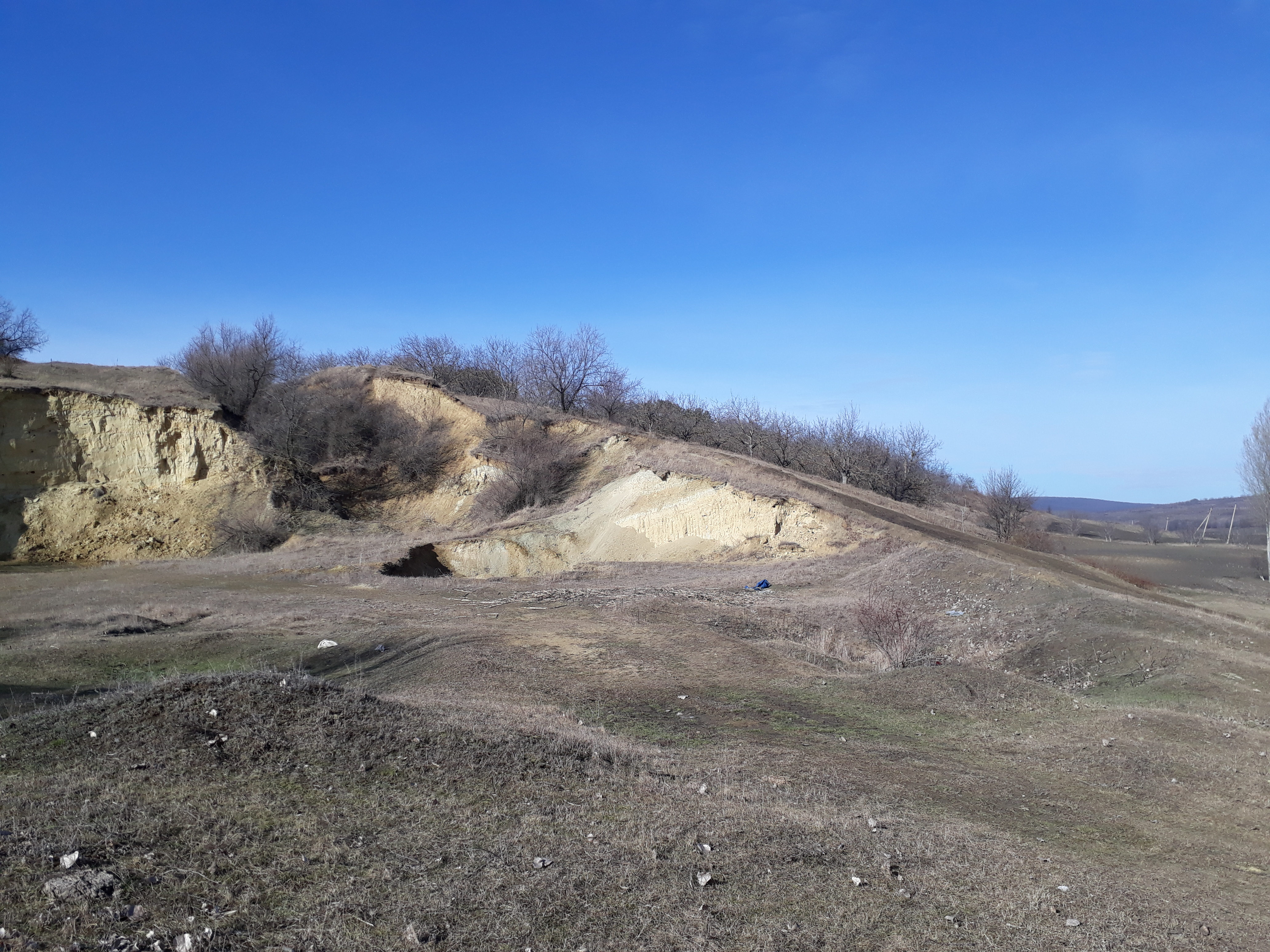
Lutăria

Valea pârâului Botnișoara.
Alte locuri

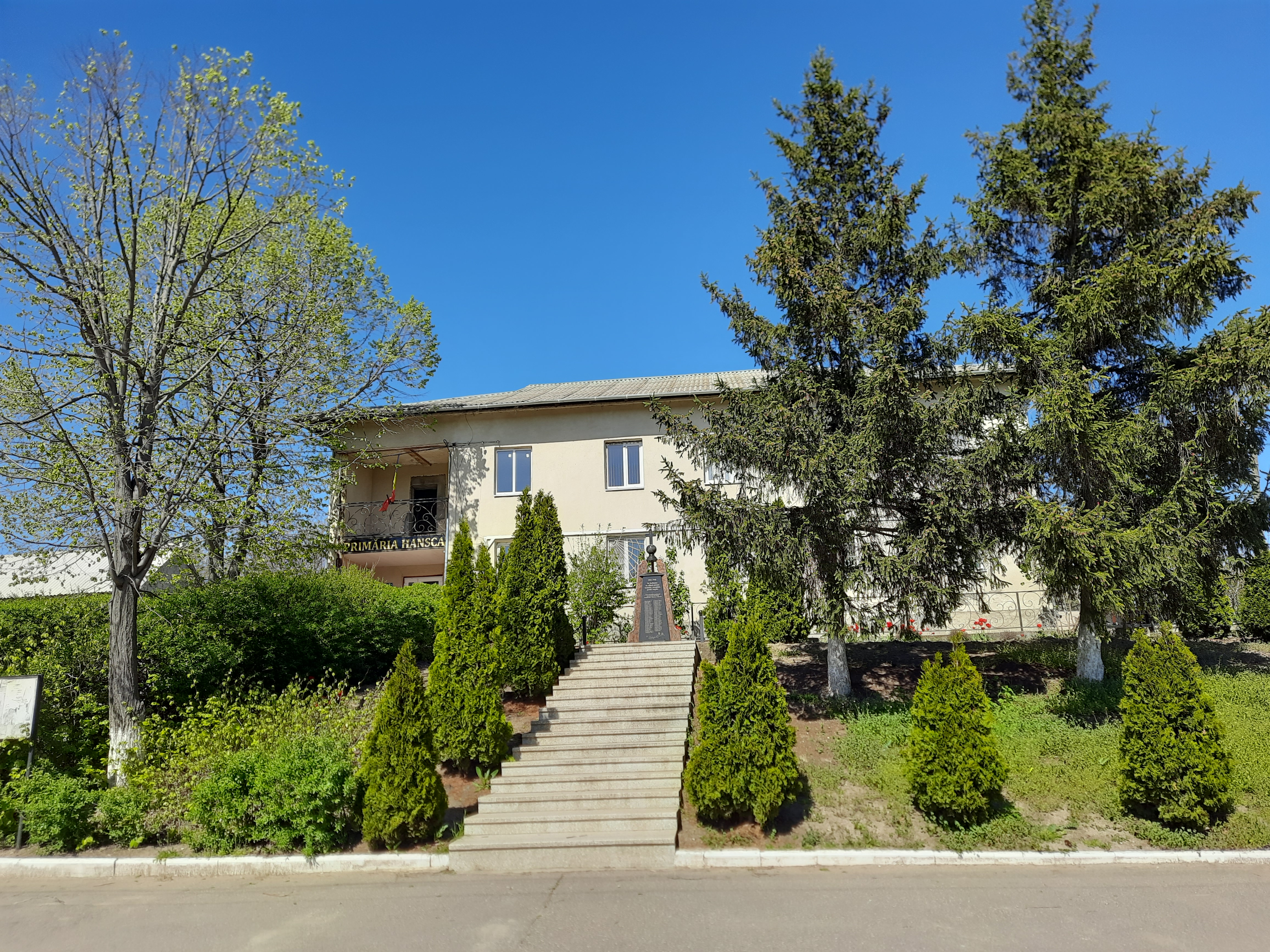
Primăria
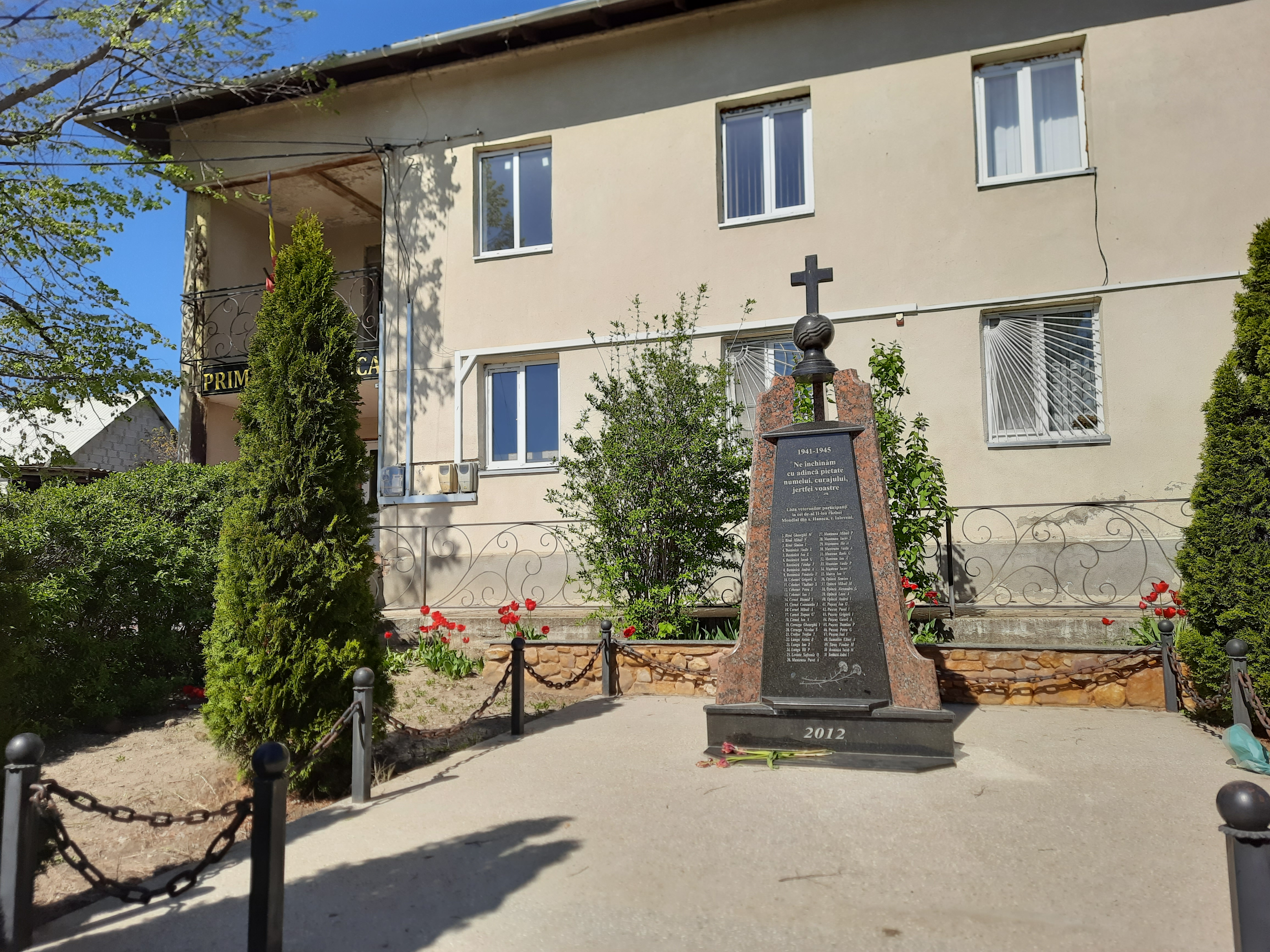
Monument dedicat veteranilor celui de-Al Doilea Război Mondial originari din localitate.